# Симферит
Симферит (англ. simferite) — минерал класса фосфатов, арсенатов и ванадатов. Назван по месту изучения — Институт минеральных ресурсов, город Симферополь. Открыт В. В. Байраковым в 1989 году.

## Общая формула
Химическая формула: Li(Mg, Fe 3+ ,Mn 3+) 2 (PO 4) 2 или LiMgFe 3+ 0.6 Mn 3+ 0.4 (PO 4) 2 . Состав (%): Li — 2,51; Mg — 8,78; Mn — 7,94; Fe — 12,11; P — 22,39; O — 46,26.
Встречается в виде маленьких зерен (до 3 мм). Сингония ромбическая. Твердость 5. Плотность 3,24. Цвет темно-красный. Черта коричневая. Блеск стеклянный, смоляной. Прозрачен. Спайность совершенная {010}, несовершенная {100}. Образуется при контакте редкоземельных гранитных и ультраосновных пород в ассоциации с мусковитом, кварцем, олигоклазом, альбитом, флогопитом, турмалином, апатитом. Основные находки на Радионовском пегматитовом поле в Запорожской области.